# Guayatá
Guayatá là một khu tự quản thuộc tỉnh Boyacá, Colombia. Thủ phủ của khu tự quản Guayatá đóng tại Guayatá Khu tự quản Guayatá có diện tích 81 ki lô mét vuông. Đến thời điểm ngày 28 tháng 5 năm 2005, khu tự quản Guayatá có dân số 11254 người.